# National Academy Museum and School
Die National Academy, offiziell National Academy Museum and School, früher National Academy of Design, ist eine traditionsreiche Vereinigung vorwiegend US-amerikanischer Künstler mit Sitz in New York City, die auch ein Museum sowie eine Kunstschule unterhält.

## Lage
Die National Academy ist Bestandteil der Museum Mile und befindet sich in der Upper East Side in New York Citys Stadtteil Manhattan an der Fifth Avenue und 89th Street.

## Geschichte

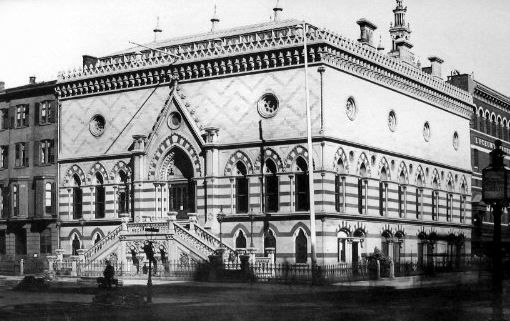
National Academy of Design (1863–1865)

Die Gründung erfolgte am 19. Januar 1826, nach dem Vorbild der britischen Royal Academy of Arts. Bereits im November 1825 hatten sich Asher Brown Durand, Samuel F. B. Morse, Thomas Cole und einige weitere Maler zur New York Drawing Association formiert, als Gegenreaktion auf die elitäre, bereits bestehende American Academy of Fine Arts, in der jungen Nachwuchskünstlern kaum Chancen geboten wurden. Es sollte eine faire Institution geschaffen werden, die zur Weiterentwicklung der bildenden Kunst in den noch jungen Vereinigten Staaten durch Ausbildung und Ausstellungsmöglichkeiten beitrug. Die erste Unterrichtsstunde der Schule fand im November 1826 mit zwei Gründungsmitgliedern und zwanzig Kunstschülern statt, die bei Kerzenlicht nach Gipsabdrücken zeichneten.
Die Academy wurde im Lauf der Jahre in unterschiedlichen Häusern untergebracht, darunter in einem von 1863 bis 1865 im neugotischen Stil gebauten Haus, das dem Dogenpalast in Venedig nachempfunden war und 1901 abgerissen wurde. Heute residiert sie im früheren Haus der Bildhauerin Anna Hyatt Huntington und ihrem Ehemann Archer Milton Huntington. 2008 sollten drei der zur Akademie gehörenden Häuser (davon zwei auf der 89th Street) aus Liquiditätsgründen verkauft werden, was jedoch durch den Mitgliedervorstand verhindert wurde.
Die Sammlung des Academy Museum umfasst heute mehr als siebentausend Arbeiten US-amerikanischer Kunst des 19. und 20. Jahrhunderts.

## Mitglieder der National Academy

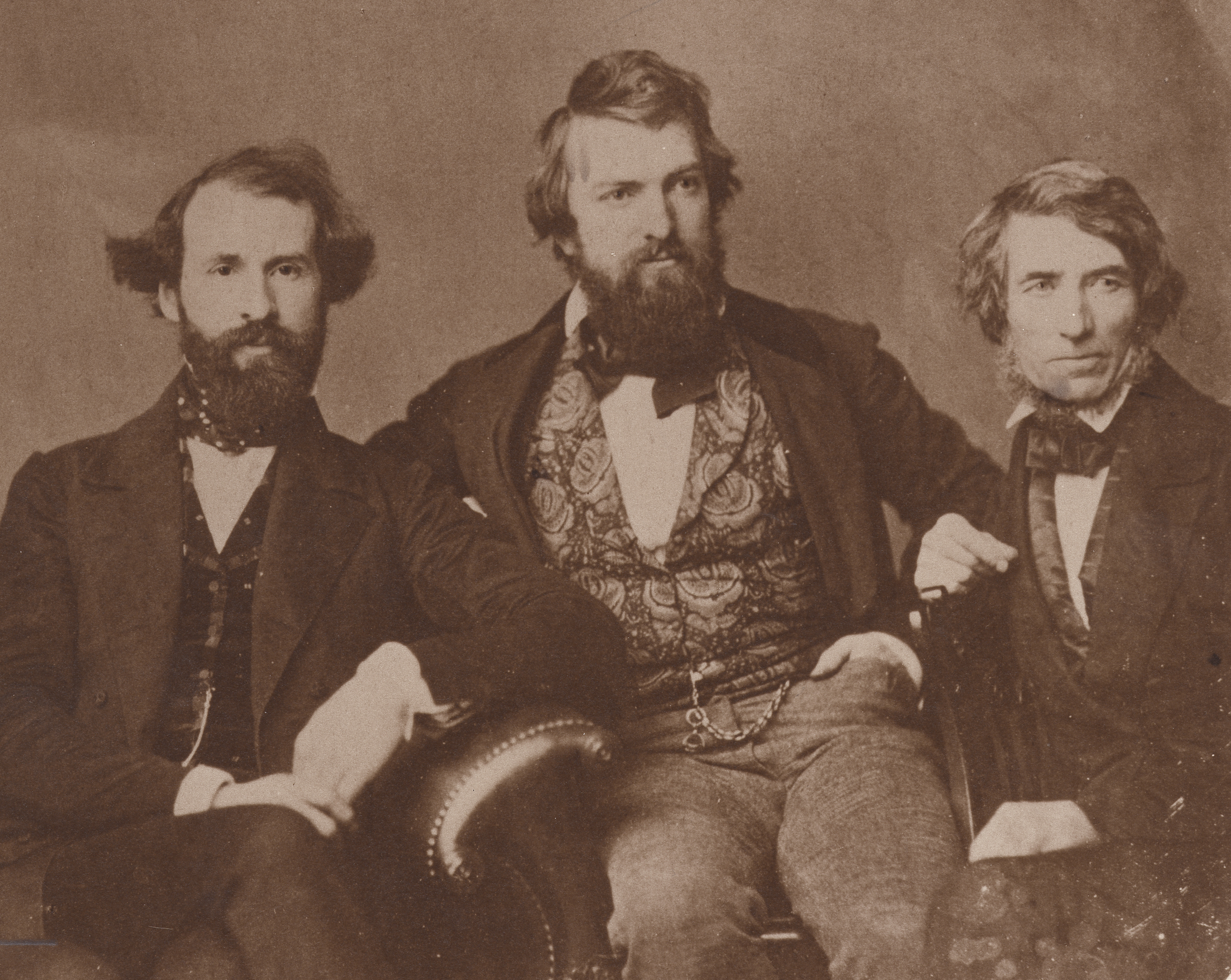
Mitglieder im Jahr 1850 (von links nach rechts): Henry Kirke Brown, Henry Peters Gray und Gründungsmitglied Asher Brown Durand

Seit der Gründung der Akademie wurden über 2000 Bildende Künstler und Architekten zu ordentlichen Mitgliedern gewählt, derzeit sind es mehr als 406 (Stand: Anfang 2015).
Die Mitglieder bekommen den inoffiziellen Namenstitel „NA“, „ANA“, wenn es sich um nur assoziierte Mitglieder handelt, oder auch „PNAD“, wenn sie die Präsidentschaft innehatten. Voraussetzung für eine Mitgliedschaft ist jeweils ein Peer als Bürge, da man sich selbst nicht um eine Mitgliedschaft bewerben kann, sondern vorgeschlagen werden muss. Das Aufnahmegremium setzt sich aus Mitgliedern des sog. Board of Governors zusammen, welche die Qualität der eingereichten Arbeiten prüfen. Die US-amerikanische Staatsbürgerschaft wird nicht zwingend vorausgesetzt. Seit Gründung der Akademie wurden auch viele Mitglieder bzw. Ehrenmitglieder (Honorary Members) aus anderen Ländern aufgenommen.
Zu den bekanntesten Mitgliedern (in Klammern das Aufnahmejahr) der Akademie zählen:
- Bertel Thorvaldsen (1829)
- Karl Friedrich Schinkel (1834)
- Louis Comfort Tiffany (1880)
- John Singer Sargent (1897)
- Ludwig Mies van der Rohe (1964)
- Walter Gropius (1968)
- Robert Rauschenberg (1985)
- Eric Fischl (1994)
- Jasper Johns (1994)
- Willem de Kooning (1994)
- Frank Stella (1994)
- Claes Oldenburg (1999)
- Richard Serra (2006)
- Cy Twombly (2006)
- Christo und Jeanne-Claude (2011)
- Bruce Nauman (2012)
- Cindy Sherman (2012)
- Bill Viola (2012)

Die Präsidenten der Akademie waren:

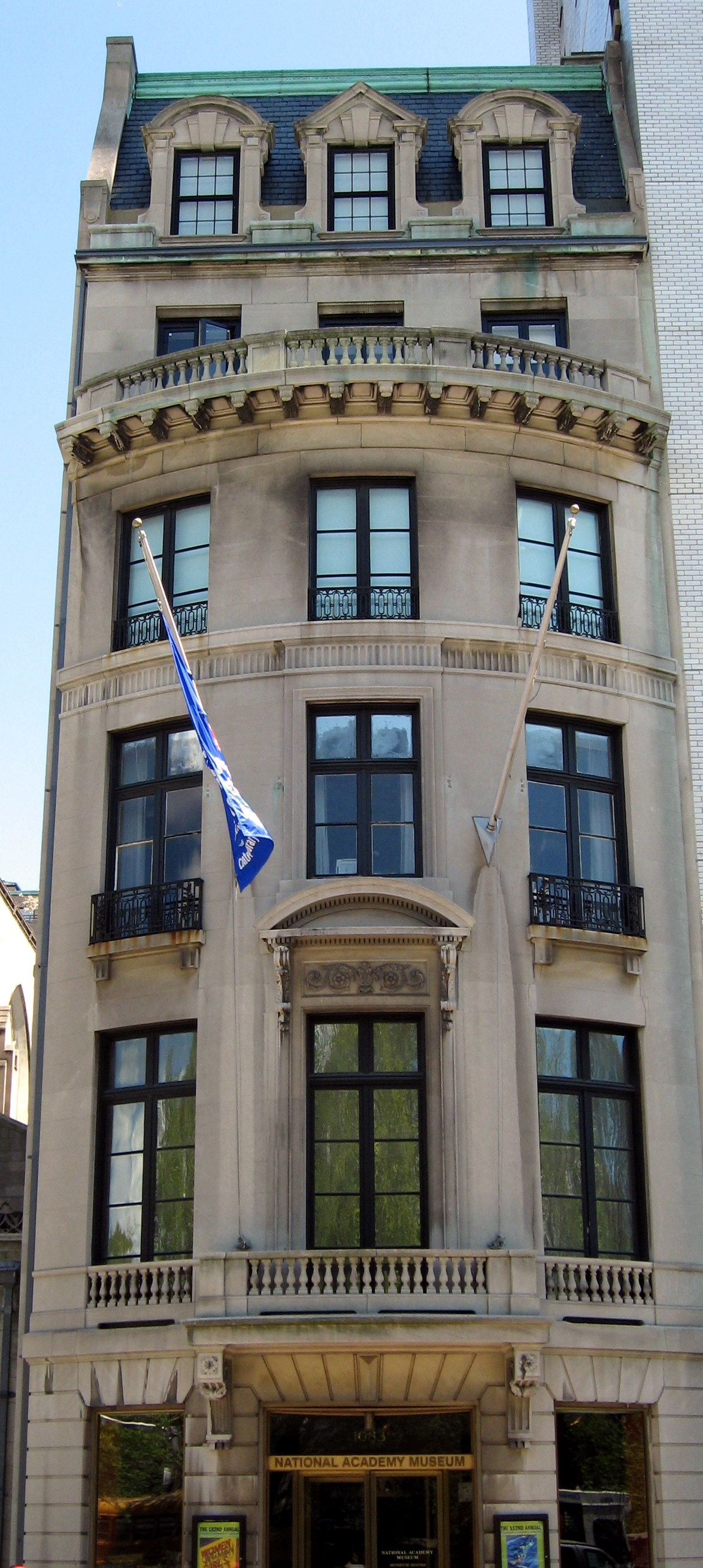
Stadthaus des National Academy Museum (1083 5th Avenue)

- Samuel F. B. Morse (Founder 1826, PNAD 1826–1845)
- Asher Brown Durand (Founder 1826, PNAD 1845–1861)
- Daniel Huntington (NA 1840, PNAD 1862–1869)
- Henry Peters Gray (NA 1842, PNAD 1869–1871)
- William Page (NA 1836, PNAD 1871–1873)
- Worthington Whittredge (NA 1861, PNAD 1874–1876)[5]
- Daniel Huntington (PNAD 1876–1891)
- Thomas Waterman Wood (NA 1871, PNAD 1891–1899)
- Frederick Dielman (NA 1883, PNAD 1899–1909)
- John White Alexander (NA 1902, PNAD 1909–1915)
- Julian Alden Weir (NA 1886, PNAD 1915–1917)
- Herbert Adams (NA 1899, PNAD 1917–1920)
- Edwin Howland Blashfield (NA 1888, PNAD 1920–1926)
- Cass Gilbert (NA 1908, PNAD 1926–1933)
- Harry Willson Watrous (NA 1895, PNAD 1933–1934)
- Jonas Lie (NA 1925, PNAD 1934–1939)
- Henry Hobart Nichols, Jr. (NA 1920, PNAD 1939–1949)[6]
- DeWitt McClellan Lockman (NA 1921, PNAD 1949–1950)
- Lawrence Grant White (NA 1948, PNAD 1950–1956)
- Eliot Candee Clark (NA 1944, PNAD 1956–1959)
- John Frederick Harbeson (NA 1957, PNAD 1959–1962)
- Edgar Irving Williams (NA 1955, PNAD 1962–1966)
- Alfred Easton Poor (NA 1963, PNAD 1966–1977)
- Robert S. Hutchins (NA 1970, PNAD 1977–1989)
- Richard McDermott Miller (NA 1979, PNAD 1989–1992)
- Jane Wilson (NA 1977, PNAD 1992–1994)

(ab hier unvollständig)
- Gregory Amenoff (NA 1994, PNAD 2001)

Derzeitiger Präsident ist Bruce Fowle (NA 1994, PNAD 2011-).